# هولکومب روگس
هولکومب روگس (به انگلیسی: Holcombe Rogus) یک روستا و محله مدنی در بریتانیا است که در Mid Devon واقع شده‌است. هولکومب روگس ۵۰۳ نفر جمعیت دارد.